# Arquidiócesis de la Madre de Dios en Moscú
La arquidiócesis de la Madre de Dios en Moscú (en latín: Archidioecesis Moscoviensis Matris Dei y en ruso: Архиепархия Божией Матери) es una circunscripción eclesiástica de la Iglesia católica en el Rusia. Se trata de una arquidiócesis latina, sede metropolitana de la provincia eclesiástica de la Madre de Dios en Moscú. Desde el 21 de septiembre de 2007 su arzobispo es Paolo Pezzi, de la Fraternidad San Carlos.

## Territorio y organización

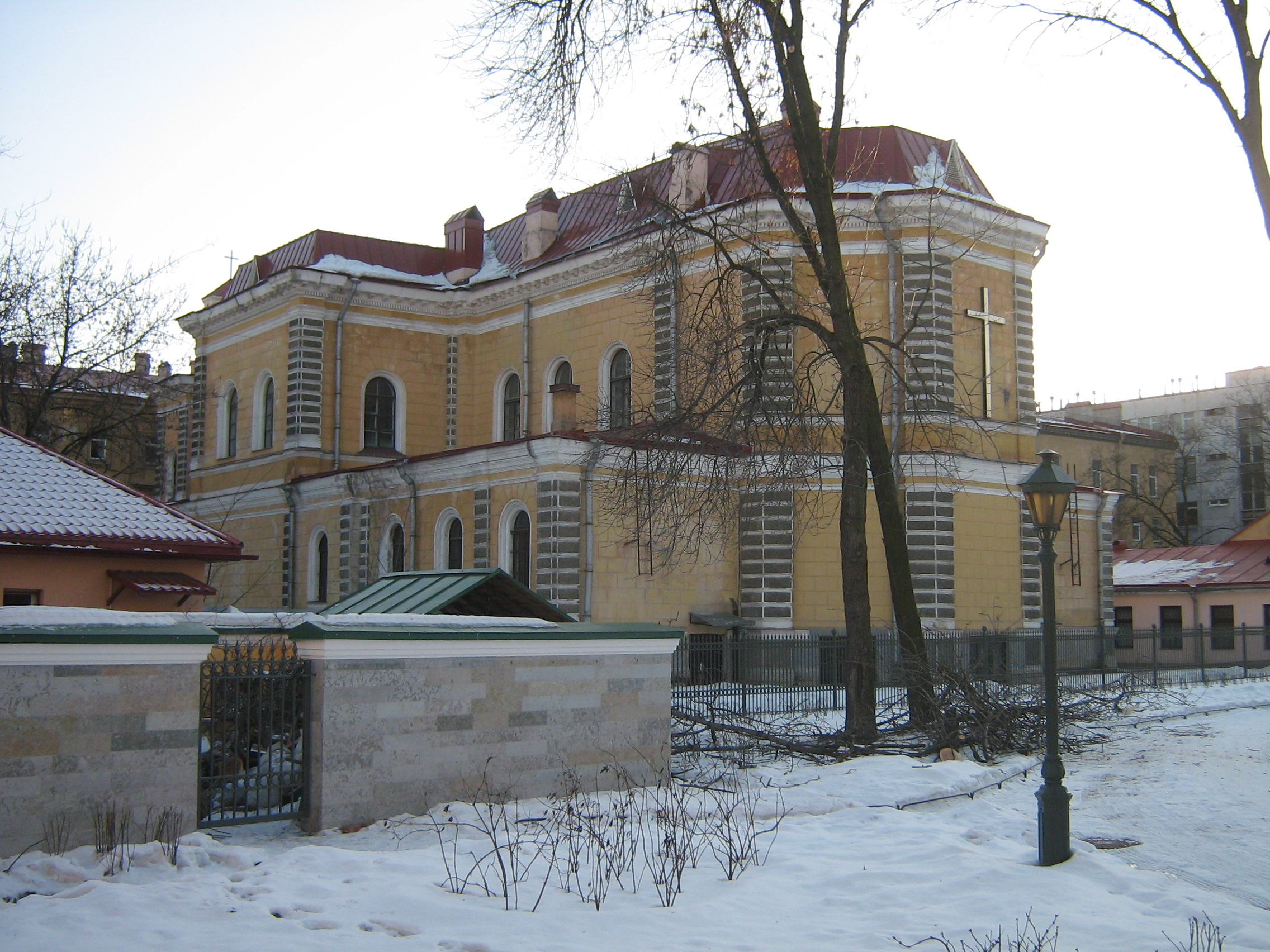
Exconcatedral de la Asunción de la Santísima Virgen, en San Petersburgo

La arquidiócesis tiene 2 629 000 km² y extiende su jurisdicción sobre los fieles católicos de rito latino residentes en los siguientes sujetos federales de Rusia europea:
- Ciudades federales de Moscú y San Petersburgo;
- Repúblicas de Carelia, Komi y Udmurtia;
- Distrito autónomo de Nenetsia;
- Krai de Perm;
- Óblast de Arcángel, Múrmansk, Leningrado, Nóvgorod, Pskov, Tver, Vólogda, Kostromá, Yaroslavl, Smolensk, Kaluga, Moscú, Kírov, Nizhni Nóvgorod, Ivánovo, Briansk, Kursk, Oriol, Lípetsk, Tula, Riazán, Vladímir y Kaliningrado.

El clero y los laicos de Moscú están formados principalmente por extranjeros que asisten a su culto católico latino. 

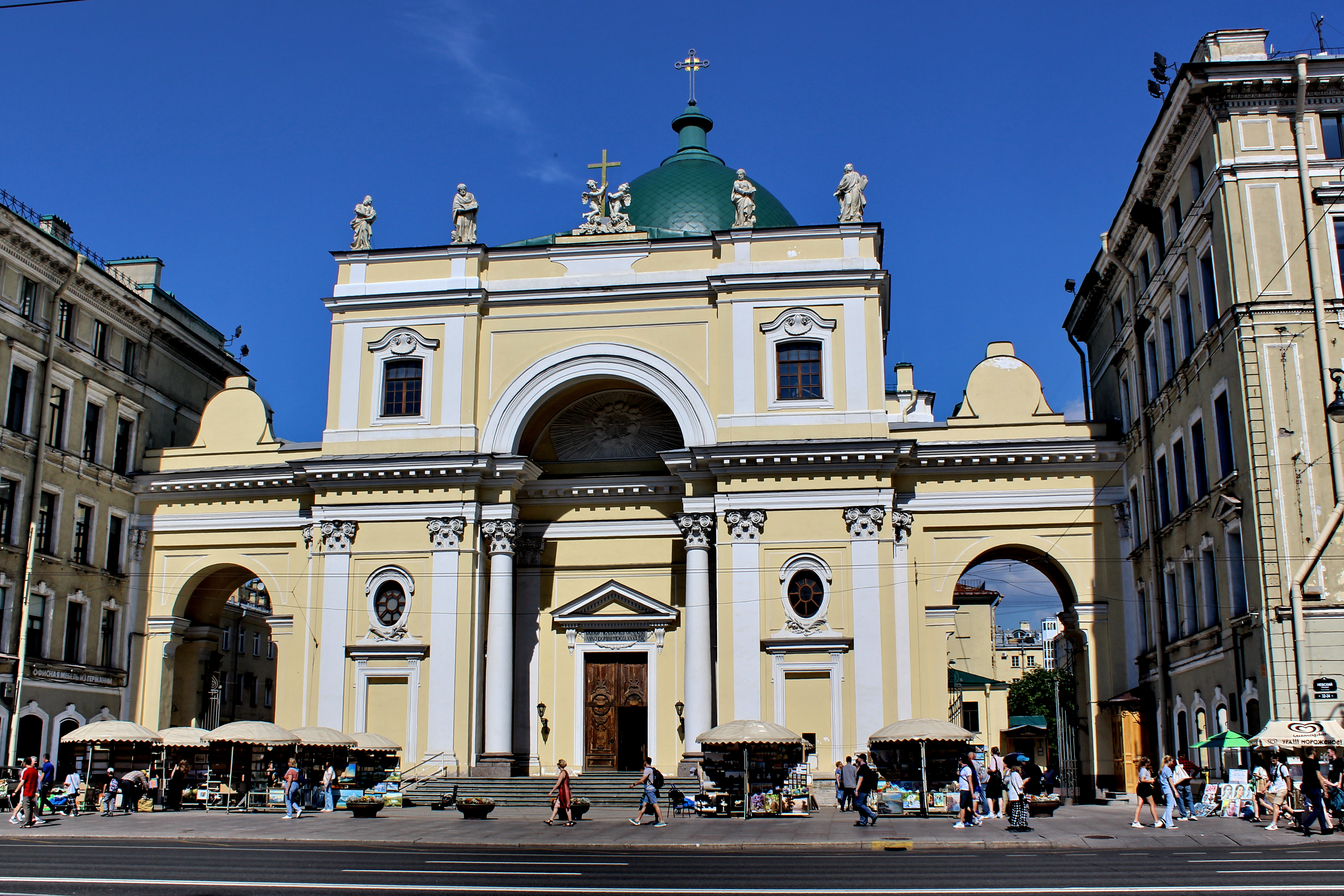
Basílica de Santa Catalina, en San Petersburgo

La sede de la arquidiócesis se encuentra en la ciudad de Moscú, en donde se halla la Catedral de la Inmaculada Concepción. En San Petersburgo se encuentra la iglesia de la Asunción de la Santísima Virgen, que fue concatedral de la arquidiócesis de Mogilev, confiscada por las autoridades soviéticas en 1926 y devuelta en septiembre de 1995. También en San Petersburgo se halla la basílica de Santa Catalina, construida en 1710, es la más antigua de las iglesias católicas actualmente en funcionamiento en Rusia. En San Petersburgo se encuentra el único seminario católico de Rusia: María Reina de los Apóstoles.

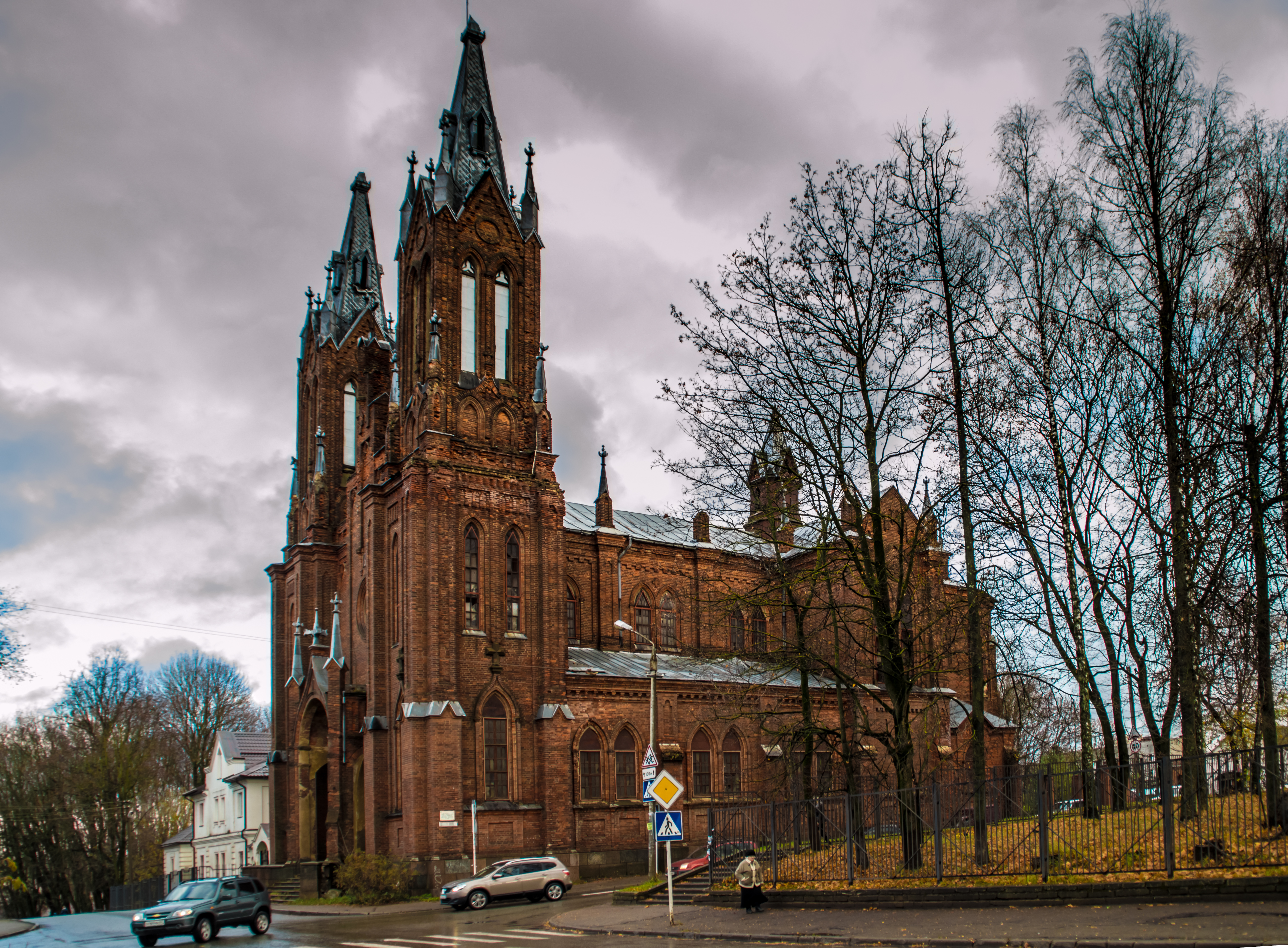
Iglesia de la Inmaculada Concepción, en Smolensk

La arquidiócesis tiene como sufragáneas a las diócesis de San Clemente en Sarátov, San José en Irkutsk y de la Transfiguración en Novosibirsk.

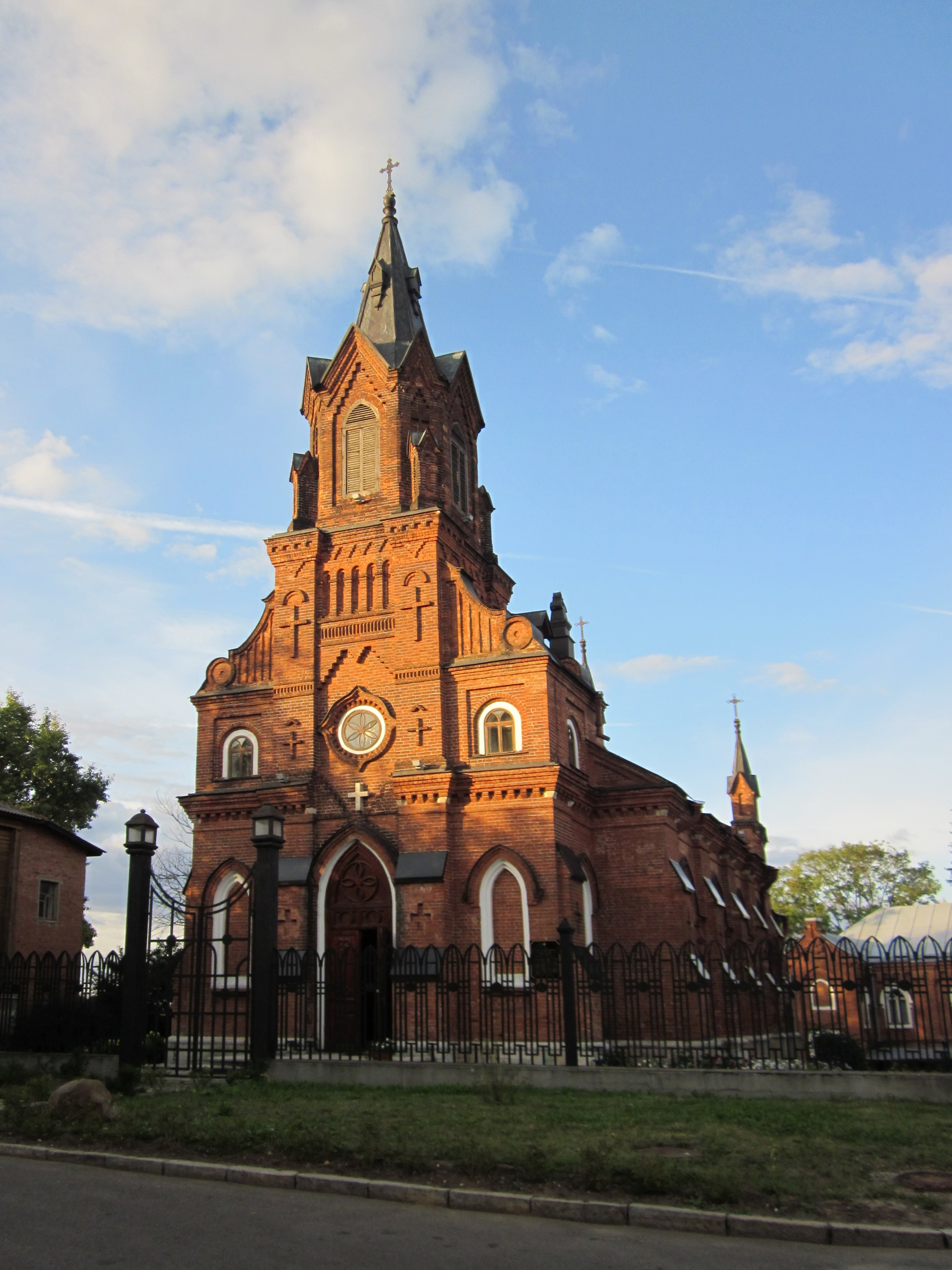
Iglesia de Nuestra Señora del Rosario, en Vladímir

En 2023 en la arquidiócesis existían 63 parroquias y 46 centros pastorales agrupadas en dos regiones: Central y Noroeste. La región Central (bajo supervisión directa del arzobispo) incluye los decanatos Central, Sur y Este; y la región Noroeste (bajo supervisión del obispo auxiliar con residencia permanente en San Petersburgo) incluye los decanatos Noroeste y Oeste.
- Decanato Central, con sede en Moscú: comprende:
  - 12 parroquias: Santa Teresa de Lisieux en Ujtá (República de Komi), Santísima Trinidad en Pskov (óblast de Pskov), Iglesia de la Transfiguración del Señor en Tver (óblast de Tver), San Andrés Kim, Nuestra Señora de la Buena Esperanza —incluye servicios en la curia arquidiocesana y en la embajada de Estados Unidos—, Santa Olga, Santos Apóstoles Pedro y Pablo, San Luis, catedral de la Inmaculada Concepción de la Santísima Virgen María (las 6 en Moscú), Inmaculada Concepción de la Santísima Virgen María en Smolensk (óblast de Smolensk), Asunción de la Madre de Dios en Vólogda (óblast de Vólogda), Santos Apóstoles Pedro y Pablo en Arcángel (óblast de Arcángel).
  - 4 centros pastorales en: Cherepovéts (óblast de Vólogda), Syktyvkar (República de Komi), Severodvinsk, Kotlas (ambos en la óblast de Arcángel).

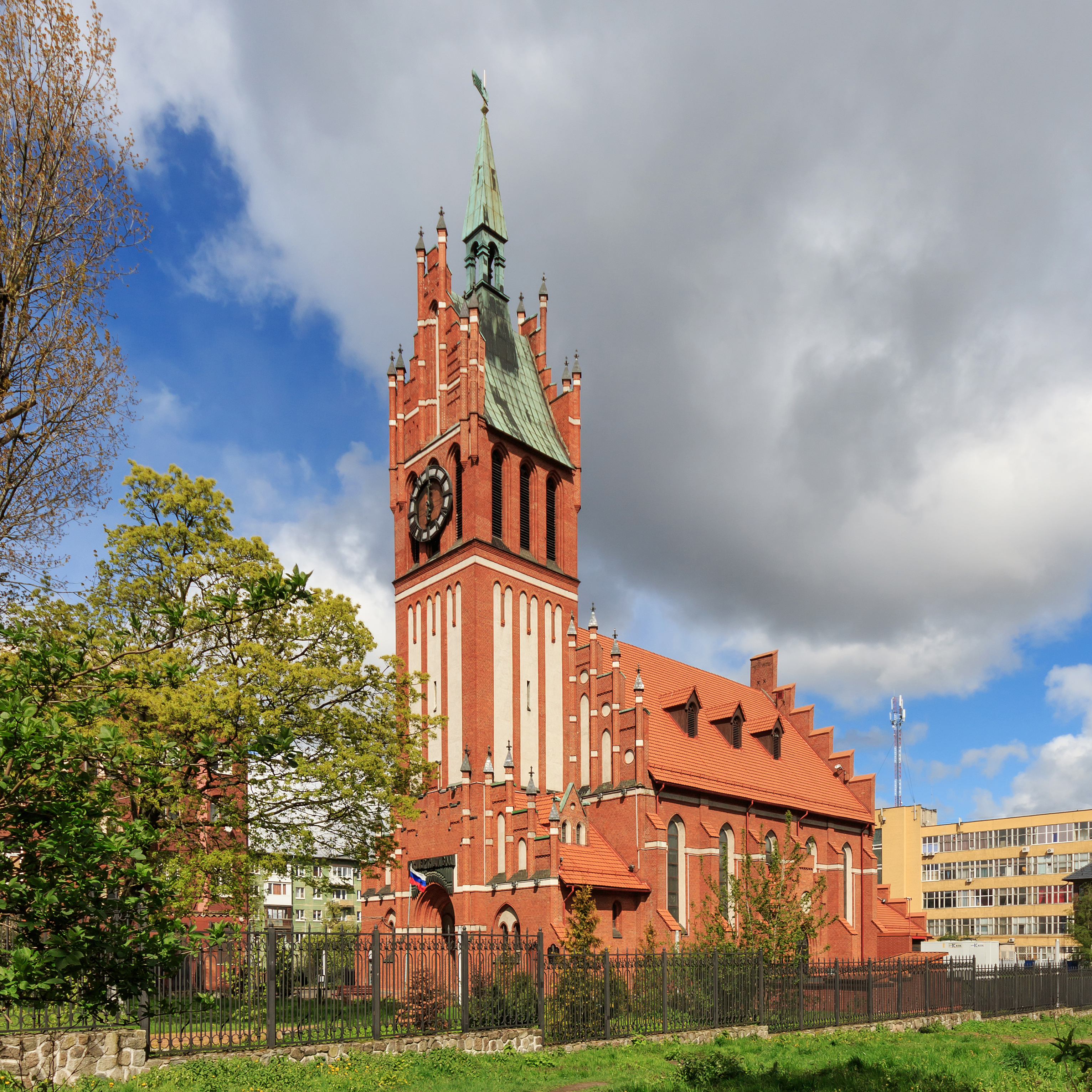
Iglesia de la Sagrada Familia, en Kaliningrado

  - En Moscú hay servicios para las comunidades: indonesia (capilla), filipina (capilla), de lengua italiana, vietnamita (ambas en la iglesia de San Luis), hispano-portuguesa (en la catedral) y de lengua alemana (en la embajada de Alemania).
- Decanato Occidental, con sede en Kaliningrado: comprende:
  - 22 parroquias: Asunción de la Santísima Virgen María en Mamonovo, Madre de Dios de la Misericordia en Yantarny, San Bruno en Cherniajovsk, Venida de la Resurrección de Cristo en Sovetsk, San Francisco en Slavsk, Santos Apóstoles Pedro y Pablo en Svetly, Natividad de la Santísima Virgen María en Rasdolnoje, Nuestra Señora del Perpetuo Socorro en Pionersky, Divina Misericordia en Otwaschnoje, Anunciación en Oziorsk, Sagrado Corazón de Jesús en Nésterov, Venida del Espíritu Santo en Niemen, San Antonio en Kraznoznamensk, Sagrada Familia, San Adalberto —ambas en Kaliningrado—, Madre de Dios Afligida en Znamensk, Tres Veces Preciosa Virgen María en Salessje, San Andrés Apóstol en Gusev, San José en Gvardeisk, San Juan Bautista en Bolshakovo, Santísimo Nombre de María en Baltisk, San Bonifacio en Bagrationovsk (las 22 en la óblast de Kaliningrado).
  - 2 centros pastorales en: Polessk, Lipki (ambos en la óblast de Kaliningrado).
- Decanato Septentrional, con sede en San Petersburgo: comprende:
  - 13 parroquias: San Juan Bautista, Visita de la Santísima Virgen María Isabel, San Estanislao, Sagrado Corazón de Jesús, Santa Catalina de Alejandría, Nuestra Señora de Lourdes, Asunción de la Santísima Virgen María (las 7 en San Petersburgo), Nuestra Señora del Perpetuo Socorro en Petrozavodsk (República de Carelia) —la iglesia de Nuestra Señora de Budslavskaya en Kostomushka depende de la anterior—, San Miguel Arcángel en Múrmansk (óblast de Múrmansk), San Nicolás en Luga, Madre de Dios del Carmelo en Gátchina (ambas en la óblast de Leningrado), Santos Apóstoles Pedro y Pablo en Veliki Nóvgorod (óblast de Nóvgorod), San Antonio en Velíkiye Luki (óblast de Pskov).
  - 4 centros pastorales en: Kolpino (distrito de la ciudad federal de San Petersburgo), Nikel, Kandalakcha (ambas en la óblast de Múrmansk), Zajarino (óblast de Pskov).
  - En San Petersburgo hay servicios para las comunidades: hispana y latinoamericana, coreana (ambas en la iglesia de Santa Catalina de Alejandría).
- Decanato Oriental, comprende:
  - 8 parroquias: Inmaculada Concepción de la Santísima Virgen María en Kostromá (óblast de Kostromá), Exaltación de la Santa Cruz en Yaroslavl (óblast de Yaroslavl), Asunción de la Santísima Virgen María en Nizhni Nóvgorod (óblast de Nizhni Nóvgorod), Venida del Sagrado Corazón de Jesús en Kírov (óblast de Kírov), Venida de la Ascensión del Señor en Ivánovo (óblast de Ivánovo), Santo Rosario de la Santísima Virgen María en Vladímir (óblast de Vladímir), María, Reina del Mundo en Bereznikí, Inmaculada Concepción de la Santísima Virgen María en Perm (ambas en el krai de Perm).
  - 14 centros pastorales en: Oparino, Loyno, Kugalki, Yaransk, Sovetsk, Orichi, Omutninsk (los 7 en la óblast de Kírov), Yaiva, Chaikovski, Solikamsk, Ryabinino, Krasnovíshersk, Dobrianka (los 6 en el krai de Perm), Izhevsk (República de Udmurtia).
- Decanato Meridional, con sede en Oriol: comprende:
  - 6 parroquias en: Inmaculada Concepción de la Santísima Virgen María en Riazán (óblast de Riazán), Inmaculada Concepción de la Santísima Virgen María en Oriol (óblast de Oriol), Asunción de la Madre de Dios en Kursk (óblast de Kursk), San Jorge el Gran Mártir en Kaluga (óblast de Kaluga), Incansable Auxilio de la Madre de Dios en Briansk (óblast de Briansk), Natividad de la Santísima Virgen María en Tula (óblast de Tula).
  - 4 centros pastorales en: Kurchátov (óblast de Kursk), Novomoskovsk, Venyov (ambos en la óblast de Tula), Lípetsk (óblast de Lípetsk).

## Historia
Los primeros testimonios de la presencia de cristianos de tradición latina en las tierras eslavas orientales se remontan a los siglos IX-X, sin embargo, hasta el siglo XVIII la Iglesia católica en Rusia no tuvo su propia estructura canónica estable.
En la época del Imperio ruso el territorio de la actual arquidiócesis de la Madre de Dios en Moscú estaba desde 1783 bajo la jurisdicción de la arquidiócesis de Mogilev, cuyo arzobispo residía en San Petersburgo. El último arzobispo en ocupar esa cátedra, Jan Tseplyak, fue arrestado por las autoridades bolcheviques en 1923 y condenado a muerte. Sin embargo, debido a la presión de la comunidad internacional, la sentencia fue cambiada a 10 años de prisión, y al año siguiente fue expulsado de la Unión Soviética.
A principios de 1926 el papa Pío XI decidió consagrar secretamente como obispos a varios sacerdotes católicos rusos que permanecían en forma clandestina, para así revivir la jerarquía católica en el territorio del país. Con este fin, Michel d'Herbigny, secretamente ordenado a la dignidad episcopal, llegó a Moscú el 21 de abril de 1926 y también ordenó secretamente como obispo al padre Pius-Eugene Neveu, que había servido en el este de Ucrania desde principios del siglo XX. El 3 de octubre de 1926 esta ordenación, que las autoridades soviéticas ya conocían en ese momento, se anunció públicamente, y el obispo Neveu asumió oficialmente el cargo de administrador apostólico de Moscú. Estaba a cargo de casi todo el territorio de Rusia (en el que, además de él, había tres administradores apostólicos más en rango de obispos, también consagrados por d'Herbigny), incluidos católicos tanto de rito latino como oriental. En 1932 el obispo Neveu recibió en secreto en el seno de la Iglesia católica al obispo ortodoxo Bartolomé Remov, quien fue nombrado su asistente, pero en 1935 fue arrestado y fusilado en la prisión de Butyrka. El 31 de julio de 1936 el obispo Neveu se vio obligado a partir hacia Francia para recibir un tratamiento médico, pero al intentar regresar no pudo obtener una visa soviética.
Como resultado de las detenciones de sacerdotes y el cierre de las iglesias en el bienio 1937-1938 en el territorio de Rusia solo había dos iglesias católicas activas (una en Moscú y otra en Leningrado), que eran atendidas por sacerdotes que eran capellanes de las embajadas de países occidentales, y desde 1950 fueron nombrados por el arzobispo de Riga. En la iglesia de San Luis de Francia en Moscú su rector era nombrado capellán de la Embajada de Estados Unidos en Moscú.
La administración apostólica de Moscú de los latinos (administratio apostolica Russiae Europaeae Latinorum, con sede en Moscú) fue erigida el 13 de abril de 1991 mediante la bula Providi quae Decessores del papa Juan Pablo II, separando territorio de la arquidiócesis de Mogilev.

De auctoritatis propterea Nostrae apostolicae plenitudine harumque Litterarum virtute censemus legitime omnia loca quae communiter dieta « Russia Europaea » complectitur ab archidioecesi Mohiloviensi seiungi atque in Apostolicam Administrationem converti cui deinceps titulus sit Moscoviensis Latinorum cuiusque fines iidem pariter habeantur quibus in praesentia definitur « Russia Europaea ». Sedem autem illius Administrationis Apostolicae in urbe esse volumus Mosca vulgari sermone.

Al asignarle todo el territorio de la Rusia europea fue incluido sin nombrarlo en la bula parte del territorio de la diócesis de Tiráspol.
El arzobispo titular de Hippon-Diarite, Tadeusz Kondrusiewicz, fue nombrado administrador apostólico. Simultáneamente fue erigida una administración apostólica en Siberia (Siberiae Latinorum, con sede en Novosibirsk).
El 23 de noviembre de 1999 cedió una parte de su territorio para la erección de la administración apostólica de Rusia Europea Meridional (hoy diócesis de San Clemente en Sarátov) mediante la bula Russicae terrae del papa Juan Pablo II, y mediante el decreto Ut spirituali de la Congregación para los Obispos, asumió el nombre de administración apostólica de Rusia Europea Septentrional.
El 11 de febrero de 2002, como resultado de la bula Russiae intra fines del papa Juan Pablo II, la administración apostólica fue elevada al rango de arquidiócesis metropolitana y tomó su nombre actual, mientras que las otras tres administraciones apostólicas rusas fueron elevadas a diócesis sufragáneas. Para no crear diócesis que llevaran los nombres de metropolitanatos de la Iglesia ortodoxa rusa, no se utilizaron los de las ciudades en los que se encuentran las nuevas catedrales. 
El 12 de octubre de 2004 la Congregación para el Culto Divino y la Disciplina de los Sacramentos confirmó a Santa María, Madre de Dios como la patrona principal de la arquidiócesis.
El 20 de diciembre de 2004 se nombró un ordinario general para los católicos de ritos bizantinos (ucranianos y eslavos-bizantinos, o rusos): el obispo latino Joseph Werth, y todo el clero greco-católico del país pasó a su jurisdicción, que hasta entonces correspondía a los obispos latinos. 
La Iglesia ortodoxa rusa ha criticado duramente y ha tratado de evitar el establecimiento de una jerarquía católica en Rusia y en ocasiones pudo recurrir a la ayuda estatal para lograrlo, ya que las autoridades rusas negaron al arzobispo Kondrusiewicz (nacido en Bielorrusia) un nuevo permiso de residencia y lo mantuvieron alejado de su diócesis.

## Estadísticas
Según el Anuario Pontificio 2024 la arquidiócesis en 2023 tenía un total de 70 180 fieles bautizados.
| Año                                                                             | Población            | Población  | Población      | Sacerdotes | Sacerdotes    | Sacerdotes    | Bautizados por sacerdote | Diáconos permanentes | Religiosos | Religiosos | Parroquias |
| Año                                                                             | Bautizados católicos | Total      | % de católicos | Total      | Clero secular | Clero regular | Bautizados por sacerdote | Diáconos permanentes | Varones    | Mujeres    | Parroquias |
| ------------------------------------------------------------------------------- | -------------------- | ---------- | -------------- | ---------- | ------------- | ------------- | ------------------------ | -------------------- | ---------- | ---------- | ---------- |
| 1999                                                                            | 200 000              | 58 820 000 | 0.3            | 91         | 37            | 54            | 2197                     | 2                    | 82         | 115        | 61         |
| 2001                                                                            | 200 000              | 58 820 000 | 0.3            | 109        | 51            | 58            | 1834                     | 2                    | 89         | 115        | 56         |
| 2002                                                                            | 200 000              | 58 820 000 | 0.3            | 122        | 57            | 65            | 1639                     | 1                    | 96         | 123        | 58         |
| 2003                                                                            | 200 000              | 58 820 000 | 0.3            | 132        | 60            | 72            | 1515                     | 1                    | 15         | 108        | 63         |
| 2004                                                                            | 200 000              | 58 820 000 | 0.3            | 137        | 66            | 71            | 1459                     | 1                    | 108        | 129        | 63         |
| 2013                                                                            | 200 000              | 58 800 000 | 0.3            | 123        | 47            | 76            | 1626                     | 1                    | 114        | 116        | 62         |
| 2016                                                                            | 70 000               | 58 800 000 | 0.1            | 117        | 48            | 69            | 598                      | 1                    | 104        | 98         | 62         |
| 2019                                                                            | 70 000               | 58 000     | 0.1            | 114        | 47            | 67            | 614                      | 1                    | 99         | 97         | 51         |
| 2021                                                                            | 70 000               | 58 030 000 | 0.1            | 112        | 53            | 59            | 625                      | 1                    | 98         | 92         | 60         |
| 2023                                                                            | 70 180               | 58 060 000 | 0.1            | 102        | 50            | 52            | 688                      |                      | 90         | 63         | 63         |
| Fuente: Catholic-Hierarchy, que a su vez toma los datos del Anuario Pontificio. |                      |            |                |            |               |               |                          |                      |            |            |            |

## Episcopologio

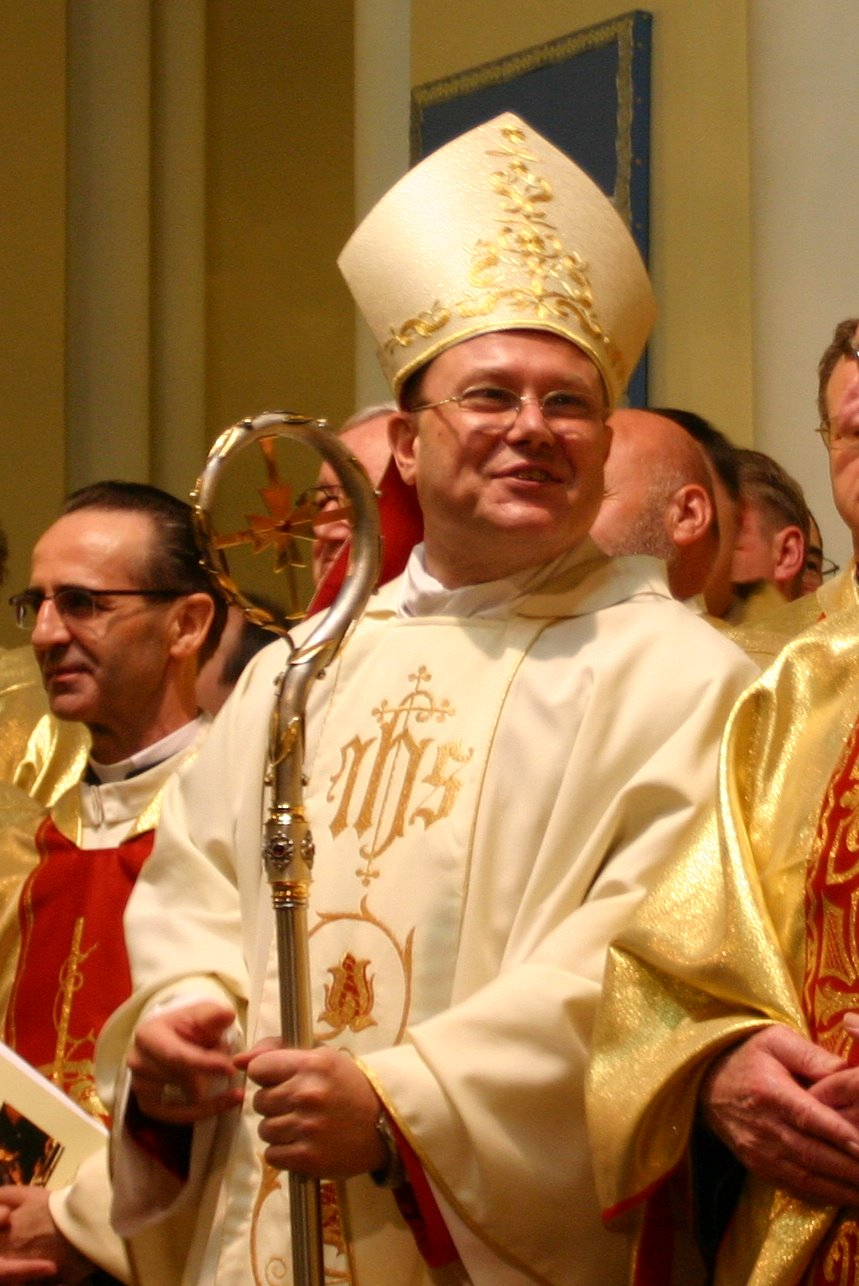
Paolo Pezzi, arzobispo católico de Moscú desde el 21 de septiembre de 2007

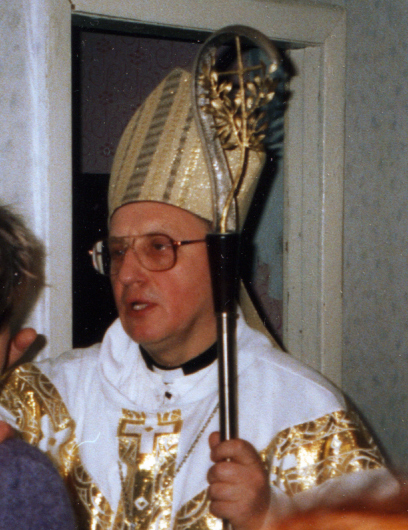
Tadeusz Kondrusiewicz, primer arzobispo católico de Moscú

- Tadeusz Kondrusiewicz (13 de abril de 1991-21 de septiembre de 2007 nombrado arzobispo de Minsk-Maguilov)
- Paolo Pezzi, F.S.C.B., desde el 21 de septiembre de 2007